# Ryszard Sroka (muzyk)
Ryszard Sroka (ur. 7 czerwca 1950 we Wrocławiu, zm. 15 grudnia 2022 w Berlinie) – polski perkusista rockowy, cajónista, członek zespołów Nurt i Bank.

## Życiorys
W latach 1962–1963 śpiewał w chórze prowadzonym przez Edmunda Kajdasza. Od 1963 występował jako perkusista w zespole Młokosy (na gitarze grał Janusz Konefał), w latach 1967–1969 grał w grupie Pro et Contra, z którą w listopadzie 1969 roku wystąpił na I Ogólnopolskim Festiwalu Awangardy Beatowej w Kaliszu, a także w zespole Dogmaty, który po połączeniu z muzykami Pro et Contra, z końcem 1969 roku przyjął nazwę Awers. W 1970 roku należał do założycieli grupy Nurt z którą jako perkusista związany był niemalże przez całą pierwszą połowę lat 70. – z przerwą w drugiej połowie roku 1974 i na początku 1975; grał wówczas w zespole Mietka Jureckiego Express i w Super Pakcie (tworzył sekcję rytmiczną między innymi z Janem Borysewiczem i Andrzejem Pluszczem) z którym w Dużym Studiu Polskiego Radia Wrocław nagrał utwory: Romantyczny świat, Dookoła nas i Uciekajmy (1974). W 1973 roku ukazał się debiutancki album grupy Nurt pt. Nurt, nagrany w składzie z Ryszardem Sroką. Archiwalne nagrania Nurtu z udziałem perkusisty ukazały się także na albumie kompilacyjnym pt. The Complete Radio Sessions 1972/1974 z 2013 roku wydanym przez wytwórnię fonograficzną Kameleon Records na CD. W 1971 wystąpił wraz z Teatrem Instrumentalnym „Freedom” pod. kier. Ryszarda „Gwalberta” Miśka na festiwalu Jazz nad Odrą uzyskując I nagrodę dla zespołu w kategorii: modern jazz.
Perkusista brał również udział w nagraniu albumu grupy Bank pt. Złoty pył z 2008 roku.
W 1988 wyemigrował do Niemiec i zamieszkał w Berlinie, gdzie współpracował m.in. z Iwoną Cudak i z zespołami Bloody Kishka, Ultramild czy Stan Zawieszenia z którym wywalczył Grand Prix na V Polonijnym Festiwalu Polskiej Piosenki „Opole 2022”. Brał także udział w nagraniu albumu niemieckiej piosenkarki Elli Endlich pt. Die Süße Wahrheit (2014). W ostatnich kilkunastu latach często grał na cajónie.